# خدمة الرسالة القصيرة

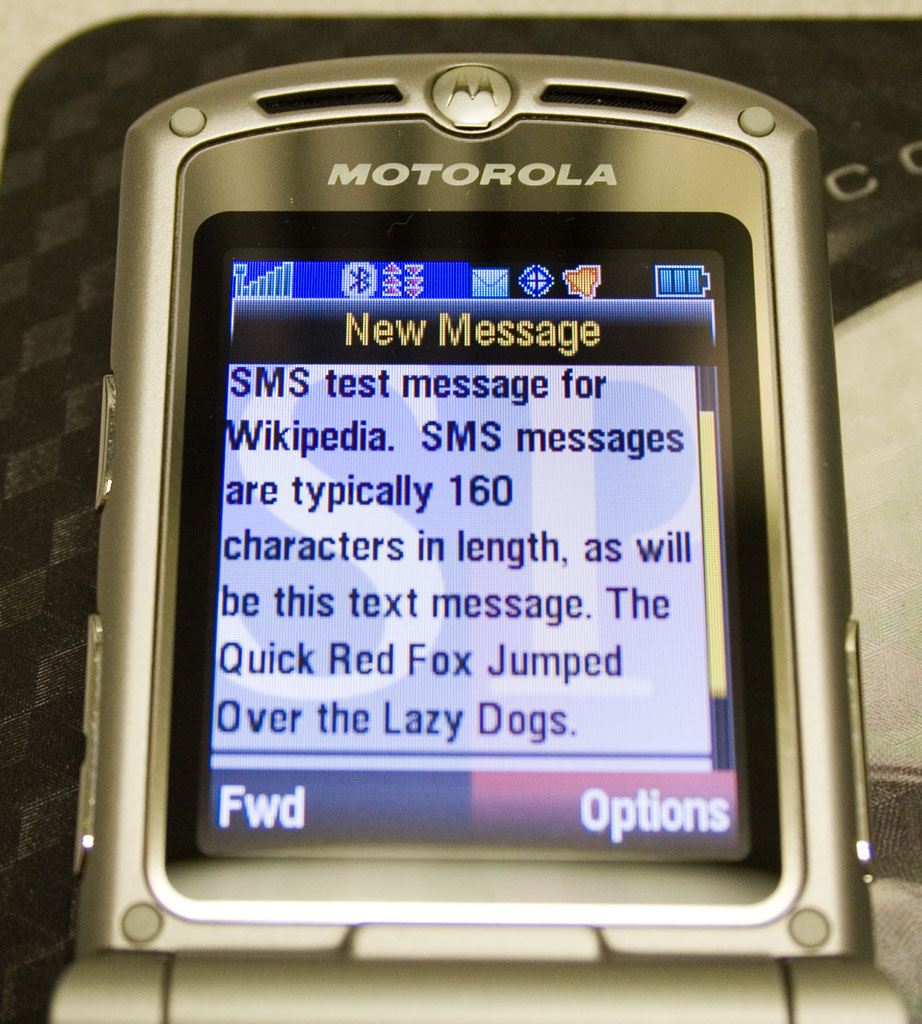
رسالة نصية قصيرة على شاشة هاتف نقال

خدمة الرسالة القصيرة أو رُسَيلة (SMS) وهي اختصار لعبارة Short message service، هي رسالة نصية مكتوبة تكتب عن طريق لوحة أزرار الهاتف النقال وترسل عبر شبكات الهاتف الجوال. تعدّ الرسائل القصيرة حلاً عملياً قليل التكلفة مقارنة بالمكالمات الصوتية.
وفي هذا العصر لا تقتصر تقنية إرسال الرسائل عبر أجهزة الجوال فقط، أصبحت شركات الاتصالات تقدم خدمات إرسال الرسائل النصية عبر الإنترنت إلى أجهزة الهاتف الجوال بتكاليف زهيدة، حيث يتميز الإرسال عبر الإنترنت بسهولة الكتابة وإمكانية إرسال رسالة واحدة لرقم جوال محدد أو إرسال رسالة إلى آلاف بل ومئات الألوف من الجوالات دفعة واحدة
واشتهرت السعودية بأنها تتربع على قمة دول الشرق الأوسط في رخص وكثافة إرسال الرسائل القصيرة SMS عبر الإنترنت من قبل شريحة كبرى من الاقتصاديين والتجار كإعلانات تسويقية أو تواصل مع العملاء أو للاستخدام الخيري والدعوي وحتى الاستخدام العائلي.
تستخدم الرسائل النصية القصيرة كوسيلة إعلانية وإعلامية جديدة. كما تستخدمها شركات تقديم خدمة الهاتف الجوال في الإعلان عن خدماتها وعروضها.
الرسالة تحتوي على 160 حرف كحدّ أقصى باللغة الإنجليزية، و70 حرف كحد أقصى باللغة العربية. أما في حالة الزيادة عن عدد الحروف المكتوبة تؤدى إلى وصول رسالتك على أكثر من مرحلة على سبيل المثال تقصم إلى رسالتين أو أكثر ولكل رسالة منهم تكلفتها الخاصة، في بعض أجهزة الموبيل القديمة كانت تعرض هذه الرسائل على أنها منفصلة أما الآن تعرض هذه الرسائل في رسالة واحدة.
في 3 ديسمبر 1992، تم إرسال أول رسالة قصيرة في التاريخ. ولا زال التنسيق الشهير للرسالة يستخدم على نطاق واسع أي 160 حرفا لاتينيا كأقصى حد، على الرغم من أنه صار معه عدة تنسيقات وطرائق جديدة أخرى لبعث الرسائل لا زالت شعبيته كبيرة.

## تاريخ
منذ عام 1984 وشركات الاتصالات الأوروبية تنوي وتفكر إنشاء خدمة الرسائل النصية. اعتمدت النسخة الأولى من المعيار النهائي أوائل عام 1989. Merry Christmas أي عيد ميلاد مجيد هو أول رسالة قصيرة بعثت بهذا النظام حيث أرسله البريطاني نيل بابوورث في 3 ديسمبر 1992. هذا الأخير بعثه
انطلاقا من حاسوبه نحو شبكة فودافون منذ ذلك الوقت لا يمكننا حساب عدد الرسائل القصير التي تتبادل عبر الكوكب الأرضي ويفوت حوالي 4000 مليار رسالة قصير في 2011.

## وصلات خارجية
- منظمة معايير الرسائل القصيرة